# William Francis Petrovic
William Francis  Petrovic (izvirni slovenski priimek Petrovčič), ameriški admiral slovenskega rodu, * 12. januar 1913, Cleveland, † 25. junij 1991, Bremerton.

## Življenjepis
Kontraadmiral Petrovic se je rodil v Clevelandu, ZDA; oče je bil iz okolice Vrzdenca pri Horjulu, mati pa iz Kranja.
Zadnji delovni položaj, ki ga je zasedal pred upokojitvijo, je bil direktor oddelka za modernizacijo VM ZDA.